# الهيئة العامة للاتصالات وتقنية المعلومات (الكويت)
الهيئة العامة للاتصالات وتقنية المعلومات، هي جهة حكومية كويتية مستقلة، تأسست بقرار من مجلس الوزراء الكويتي رقم 993 لسنة 2015، وإصدار اللائحة التنفيذية للقانون رقم 37 لسنة 2014 بإنشاء هيئة تنظيم الاتصالات وتقنية المعلومات. تتولى الهيئة مسؤولية الإشراف على قطاع الاتصالات ورقابته وحماية مصالح المستخدمين ومزودي الخدمات وتنظيم خدمات جميع شبكات الاتصالات في الدولة بكفائه عالية بما يحقق الأداء الأمثل لقطاع الاتصالات ويضمن الشفافية والمساواة والمنافسة الحرة.

## المهام والصلاحيات
- حماية شؤون المستخدم.
- وضع الضوابط الخاصة بمعدلات انتشار الخدمة التي يلتزم مقدمو الخدمات بتقديمها.
- تشجيع المنافسة والاستثمار في قطاع الاتصالات وتقنية المعلومات ومنع المنافسة غير المشروعة.
- وضع الضوابط الخاصة وترخيص خدمات الاتصالات.

## الرؤية والأهداف
تهدف الهيئة العامة للاتصالات وتقنية المعلومات إلى تنظيم وإشراف أمثل على سوق الاتصالات وتقنية المعلومات قائماً على أساس المنافسة الإيجابية وتعمل على تقديم خدمات متميزة ومتطورة من خلال شبكة اتصالات سريعة وآمنة وموثوقة تعود بالنفع على المشتركين من أفراد وجهات عامة وخاصة وتحافظ على مصالحهم، وخلق مناخ محفز للاستثمار بقطاعي الاتصالات وتقنية المعلومات وتشجيع المبادرات الإبداعية للشباب الكويتي من أصحاب المشاريع الصغيرة والمتوسطة، وتطبيق أعلى المعايير العالمية للارتقاء بالخدمات الإلكترونية الحكومية وإتاحتها للمواطنين والمقيمين.

## القطاعات
تتشكل الهيئة العامة للاتصالات وتقنية المعلومات من قطاعات عدة، هي:
- قطاع السياسات والتنظيم
- قطاع الرقابة
- قطاع التخطيط الاستراتيجي وإدارة الحوكمة
- قطاع الخدمات المساندة
- قطاع البنية التحتية والعمليات